# Мінго-Джанкшен (Огайо)
Мінго-Джанкшен (англ. Mingo Junction) — селище (англ. village) в США, в окрузі Джефферсон штату Огайо. Населення — 3347 осіб (2020).

## Географія
Мінго-Джанкшен розташоване за координатами 40°19′31″ пн. ш. 80°37′10″ зх. д. / 40.32528° пн. ш. 80.61944° зх. д. (40.325321, -80.619435).  За даними Бюро перепису населення США в 2010 році селище мало площу 7,41 км², з яких 6,97 км² — суходіл та 0,44 км² — водойми.

## Демографія
Згідно з переписом 2010 року, у селищі мешкали 3454 особи в 1488 домогосподарствах у складі 948 родин. Густота населення становила 466 осіб/км².  Було 1675 помешкань (226/км²).
Расовий склад населення:
| - 94,5 % — білих - 3,6 % — чорних або афроамериканців - 0,3 % — корінних американців - 0,1 % — азіатів |

До двох чи більше рас належало 1,4 %. Частка іспаномовних становила 0,8 % від усіх жителів.
За віковим діапазоном населення розподілялося таким чином: 21,1 % — особи молодші 18 років, 59,0 % — особи у віці 18—64 років, 19,9 % — особи у віці 65 років та старші. Медіана віку мешканця становила 44,2 року. На 100 осіб жіночої статі у селищі припадало 90,6 чоловіків;  на 100 жінок у віці від 18 років та старших — 90,8 чоловіків також старших 18 років.
Середній дохід на одне домашнє господарство  становив 48 460 доларів США (медіана — 41 488), а середній дохід на одну сім'ю — 50 604 долари (медіана — 43 750). Медіана доходів становила 33 295 доларів для чоловіків та 30 327 доларів для жінок. За межею бідності перебувало 14,5 % осіб, у тому числі 17,7 % дітей у віці до 18 років та 2,5 % осіб у віці 65 років та старших.
Цивільне працевлаштоване населення становило 1263 особи. Основні галузі зайнятості: освіта, охорона здоров'я та соціальна допомога — 24,1 %, роздрібна торгівля — 18,7 %, виробництво — 10,6 %, науковці, спеціалісти, менеджери — 10,5 %.